# Placówka Straży Granicznej I linii „Pietwałd”
Placówka Straży Granicznej I linii „Pietwałd” – jednostka organizacyjna Straży Granicznej pełniąca służbę ochronną na granicy polsko-czechosłowackiej w latach 1938–1939.

## Formowanie i zmiany organizacyjne
W okresie od 2 do 11 października 1938 roku oddziały Grupy Operacyjnej „Śląsk” zajęły Zaolzie.  W ślad za wojskami operacyjnymi wzdłuż wyznaczonej linii granicznej służbę na granicy obejmowała Straż Graniczna. Dla nowo ustalonego odcinka granicy powołana została  Komenda Obwodu Straży Granicznej „Cieszyn”.
Rozkazem nr 3 z 31 grudnia 1938 roku w sprawach reorganizacji jednostek na terenach Śląskiego, Zachodniomałopolskiego i Wschodniomałopolskiego okręgów Straży Granicznej, a także utworzenia nowych komisariatów i placówek, komendant Straży Granicznej płk Jan Jur-Gorzechowski, działając na podstawie upoważnienia Ministra Skarbu z 14 października 1938 roku zarządził przeniesienie komisariatu i placówki II linii „Zebrzydowice” do Orłoweja. Ponadto komisariat SG „Zebrzydowice” miał zorganizować nowe placówki linii w miejscowościach: Szymbark, Gietwałd, Pietwałd–Szyb Albrechta i Podlesie. Placówka Straży Granicznej I linii „Pietwałd” weszła w skład komisariatu SG „Orłowa”.